# Počátky
Počátky (německy Potschatek) jsou město rozkládající se po obou stranách historické česko-moravské zemské hranice, v okrese Pelhřimov v Kraji Vysočina. Žije zde přibližně 2 500 obyvatel. Historické jádro města bylo vyhlášeno městskou památkovou zónou.

## Historie

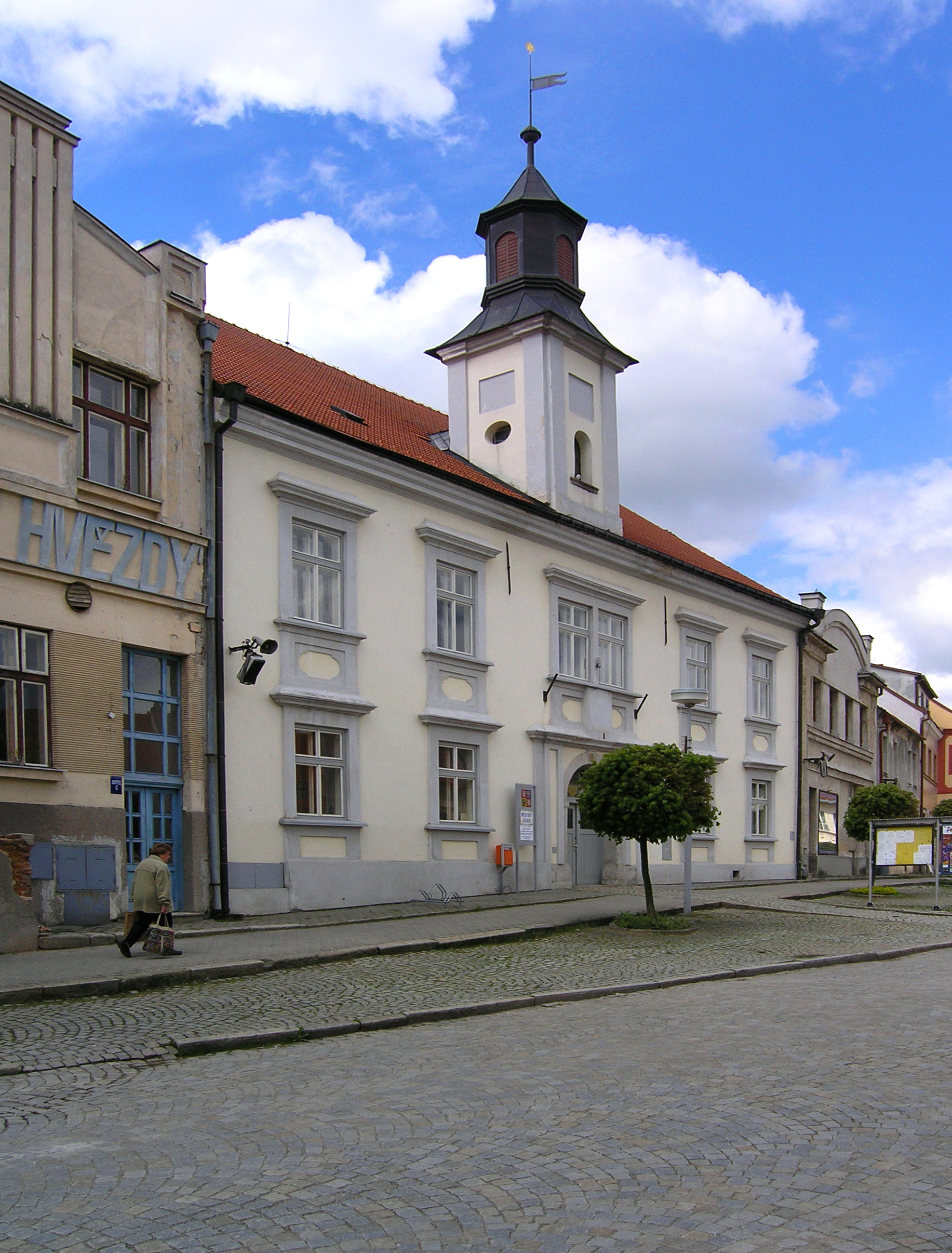
Radnice na Palackého náměstí

V katastru obce byl nalezen stříbrný denár Marka Aurelia. V okolí také procházela Želivská cesta, která vedla okolo nedalekého Strážného kopce (spojovala Želivský klášter s Rakouskem) a byla zmiňovaná prvně roku 1178.
Ve 13. století vlastnili území dnešních Počátek Vítkovci, jejichž území začínalo pod vrchem Lísek. Po rozdělení pohraničního hvozdu, zvaného „Knížectví“, začali pod Lískem budovat osady; bylo to na počátku Čech, ale i na počátku vod, neboť se zde nachází i rozvodí mezi Severním a Černým mořem. A na počátku osídlování byly zajisté i Počátky: odtud si lze vysvětlit i jejich jméno. Ve starých listinách a mapách se objevuje jméno Počzaken, Potschaken, Počzatek, Potschatek.
K roku 1273 je uváděn plebán Předboř, takže touto dobou zde již stál kostel. První písemná zmínka o obci (původně trhové) pochází z konce 13. století (qui apud Pochatek, in domini ducis Austrie). Tato zmínka je v listáři Tobiáše z Bechyně, v němž se Počátky udávají mezi místy, která byla zpustošena v bojích mezi králem Václavem II. a přívrženci Záviše z Falkenštejna z rodu Vítkovců. Některé prameny zase udávají, že Počátky náležely rodu Benešoviců, když roku 1303 věnuje Vítek ze Švábenic Počátky své ženě Brechtě (neboli Perchtě z Krumlova, později z Kralovan, pravděpodobně sestry Záviše z Falkenštejna) za Moravany u Brna (svědčí Dobeš z Bechyně a Vítkovci Jindřich z Rožmberka a Oldřich z Hradce, zmíněn Vítek z Loučky). Z roku 1354 či 1359 pochází nejstarší zmínka o farním kostele v Počátkách, v té době zde byl v pořadí 20. farářem Mikuláš, pocházející z Dačic („Nicolaus presbyter de Daczicz“).
Roku 1368 daroval Karel IV. Počátky nejvyššímu purkrabímu – hraběti Janu z Hardeku a roku 1389 jej koupili páni z Hradce. Téhož roku město obdrželo jako poddanské město znak své vrchnosti, pánů z Hradce, zlatou pětilistou růži v modrém poli. Jméno města se pluralizuje od roku 1654 (Pocziatky). Značí tedy pomnožné číslo (podobně jako například označení Čechy), protože se jedná o tu oblast, ve které jsou počátky toků (podobně Roztoky). Roku 1698 obdržely Počátky polepšený městský znak, který spojil znak pánů z Hradce se znakem Šternberským. Nový znak je gotický štít modré barvy, uprostřed rozštěpený zlatým prutem. V pravém poli je osmicípá zlatá hvězda šternberská a zlatá písmena A. W. (tj. Adolf Wratislav – tehdejší majitel města); v levém poli je zlatá pětilistá růže rodu hradeckého a písmeny A. L. (Anna Lucie – rozená Slavatová, dostala Počátky jako věno, manželka Adolfa Wratislava). Štít je ozdoben hraběcí korunou, již drží dva vzlétající andělé. Od 1. února 1994 obec užívá vlajku založenou na motivech znaku.
Počátky byly město poddanské čili feudální neboli šosovní, tedy pod ochranou. Vrchnost jim byla pánem, dosazovala jim správu, brala od města platy (daně), ochraňovala měšťany a jejich řemesla a udělovala jim práva. Roku 1850 zde byl zřízen okresní soud a soudcem byl jmenován František Sedláček, otec historika Augusta Sedláčka, který zde chodil do školy (od 1850 zřízené v čp. 22). 
Dne 1. ledna 1884 odevzdána nemocnice plně svému úkolu, když byla vyhlášena za všeobecnou veřejnou nemocnici výnosem min. vnitra.[zdroj?]

### Starostové
- 1990–1994 Ing. Jan Třebický
- 1994–2002 Ing. František Peroutka
- 2002–2006 Ing. Jan Třebický
- 2006–2010 Ing. Marie Hrnčířová
- od roku 2010 Mgr. Karel Štefl

## Inspirace v kultuře a vědě
- V Počátkách byly natočeny některé scény filmů Postřižiny (1980), Jízda (1994), Když děda miloval Ritu Hayworthovou (2001) a televizního seriálu Návštěvníci (1983).

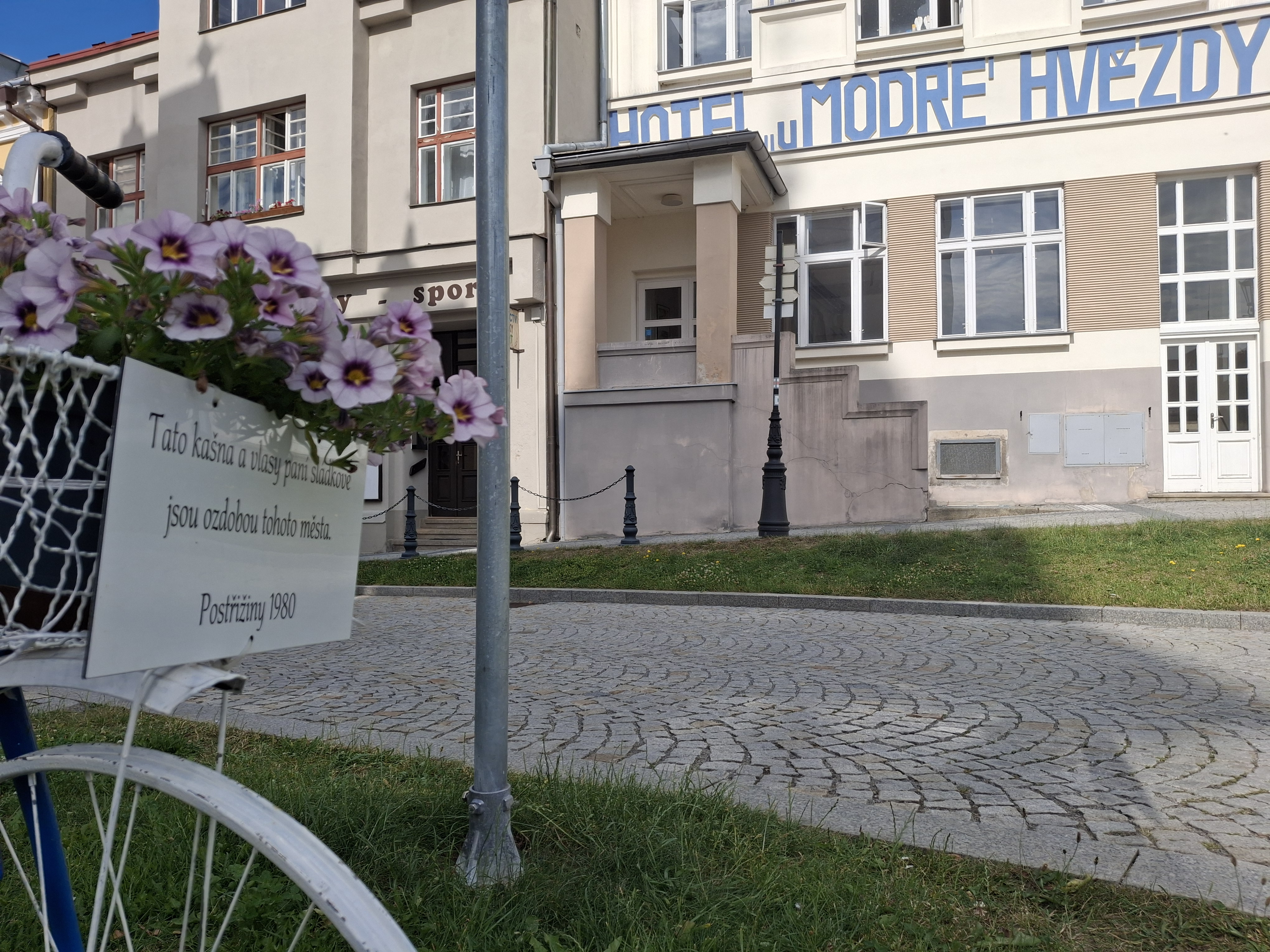
Hotel Modrá hvězda, před kterým se natáčel film Postřižiny

- Podle názvu města byla pojmenována planetka č. 14974 Počátky, kterou tak nazval její objevitel a počátecký rodák Miloš Tichý.[14]

## Části města
Město je rozčleněno na 6 katastrálních území (zároveň části a ZSJ), jimiž jsou:
- Počátky
- Heřmaneč u Počátek (část Heřmaneč)
- Horní Vilímeč
- Léskovec
- Prostý
- Vesce u Počátek (část Vesce)

Jižně od vlastního města prochází hranice mezi Čechami a Moravou. K Čechám patří Heřmaneč, Léskovec a Počátky s výjimkou zemědělsko-lesních pozemků na jihu, na Moravě leží Prostý, Vesce a většina Horní Vilímče.[zdroj?]
V letech 1961–1991 k městu patřil i Stojčín a od 1. dubna 1976 do 31. prosince 1991 také Polesí.

## Školství
- Mateřská škola Počátky
- Základní škola Otokara Březiny Počátky
- Výchovný ústav, dětský domov se školou, střední škola, základní škola a školní jídelna Počátky

## Muzea

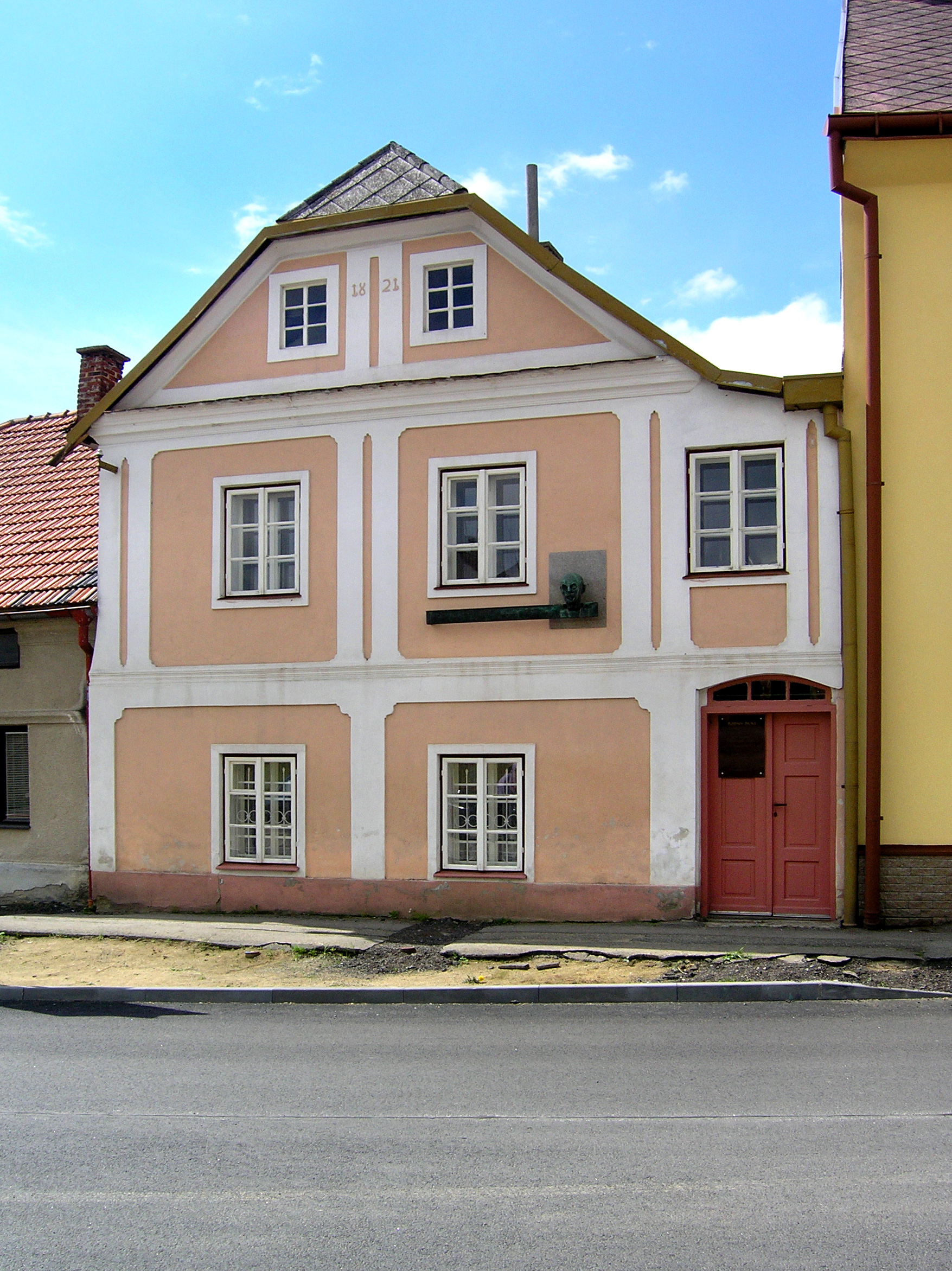
Rodný dům Otokara Březiny

- Rodný dům Otokara Březiny – Březinova 224
- Městské muzeum – Palackého náměstí 27

## Pamětihodnosti
- Kostel Božího Těla [16]
- Původně gotický barokně přestavěný kostel sv. Jana Křtitele s přístupnou věží[17][18] připomínaný již kolem roku 1273 (kněz Předboř) v nedochované zdroji
- Kostel svaté Kateřiny[19]
- Kaple svaté Anny u nemocnice[20]
- Boží muka[21]
- Socha Panny Marie na Strážnickém vrchu
- Sloup se sochou Panny Marie na Mariánském náměstí
- Kašna na Palackého náměstí se sousoším sv. Jana Nepomuckého[22]
- Radnice na Palackého náměstí
- Fara
- Rodný dům Otokara Březiny
- Poštovní úřad (dříve Záložna Počátecká)
- Památník obětem komunismu u hřbitova[23]

Podél silnice z Počátek do Kališť je vysázena nejdelší modřínová alej v Česku. Byla založena na počátku 20. století a čítá 280 stromů.

## Osobnosti spjaté směstem
- Martin z Počátek (Martinus Poczatensis, kolem 1440–1528 Praha), utrakvista, roku 1468 bakalář a 1475 mistr svobodného učení na universitě pražské (děkanem fakulty filosofické 1481, 1486 a 1490), do roku 1505 farář v kostele Matky Boží před Týnem, poté v kostele svatého Štěpána, autor spisu O bludech Pikhartských z roku 1514, namířeného proti Jednotě bratrské.
- 19. prosince 1629 se v rodině místního řezníka narodil Tomáš Jan Pešina z Čechorodu, katolický duchovní (mj. světící biskup pražský), dějepisec a spisovatel. Na rodném domě má pamětní desku.
- Páter Zachariáš Augustin Klecar z Růžokvětu (1646 Počátky – 30. prosince 1693 Kutná Hora), kněz sakristián u sv. Víta v Praze, 1692–1693 biskup v Kutné Hoře, autor knih O sv. Gothardu, O sv. Jiřím, O sv. Vítu.
- Zachariáš Jelínek Hirschel (31. srpna 1714 Počátky – 17. října 1763 Berlín), člen Jednoty bratrské, český kazatel v cizině.
- 10. dubna 1835 se zde narodil Jakub Škoda (pseudonym Počátecký), středoškolský profesor a přerovský komunální politik.
- 7. ledna 1839 se narodil jeho bratr Antonín Škoda, ředitel gymnázia v Domažlicích a Příbrami
- PhDr. Jan Hejtman (18. června 1841 – 24. února 1913 Kladno, pohřben v Počátkách) - asistent na katedře mineralogie Univerzity Karlovy, přispíval do Ottova slovníku naučného, psal o objevech siluru Joachima Barranda v Praze
- 16. prosince 1851 na Staré poště (dnes stará budova Muzea) strávil noc Karel Havlíček Borovský při své cestě do Brixenu.
- Josef Brdlík (1848–1932), okresní starosta, podnikatel, poslanec zemského sněmu a Říšské rady. Rod Brdlíků je znám od 17. století, Jan Brdlík založil továrnu na sukno a byl počáteckým starostou, stejně jako jeho syn Jan Brdlík ml., jeho snacha Josefina Brdlíková byla hudební skladatelkou, Ladislav Brdlík postavil Lázně sv. Kateřiny a zámeček sv. Vojtěcha. František Brdlík (29. září 1855 – 19. května 1936 Praha) byl ředitelem gymnázia v Roudnici nad Labem, spolupodílel se na Ottově zeměpisném atlasu, byl autorem historických a zeměpisných spisů.
- V letech 1870–1871 pobývala v Počátkách u Josefíny Brdlíkové „dcera národa“ Zdeňka Havlíčková.
- 15. září 1873 se v  kostele sv. Jana Křtitele konal sňatek básníka Josefa Václava Sládka a Emillie Nedvídkové (zemřela již 9. srpna 1874 a je pohřbena v Počátkách).
- Roku 1830 se zde narodil a je zde pochován Msgre. Vincenc Švehla († 1910), papežský prelát, konsistorní rada, notář, kanovník kapituly vyšehradské, kněz (kostel svatého Václava na Smíchově), oblát kongregace Nejsvětějšího Vykupitele, rytíř řádu Františka Josefa I.
- Koncem 19. století zde působil buditel českého dobrovolného hasičstva Jakub Alois Jindra.
- Zde se roku 1868 narodil a své mládí prožil přední básník českého symbolismu Otokar Březina (vlastním jménem Václav Jebavý).
- 8. května 1880 v Počátkách zemřel ThDr. Augustin Svoboda, děkan v Počátkách od roku 1861, zakladatel nemocnice 1870 a dětské opatrovny
- V domě č.p. 15 se roku 1903 narodil archivář František Navrátil († 10. března 1974 Český Krumlov), který řídil pobočku Český Krumlov Státního archivu Třeboň. „Vynikl jako všestranný znalec dějin svého rodného Počátecka a Českokrumlovska.“[25]
- 24. října 1939 se zde narodil významný český vědec, lékař a vysokoškolský pedagog Doc. MUDr. Milan Hadravský CSc. († 2012).
- 16. září 1958 se zde narodil zpěvák, mandolinista, skladatel a básník Robert Křesťan, člen bluegrassových skupin Trapeři, Poutníci a Druhá tráva.
- 12. dubna 1978 se v Počátkách narodila umělkyně a představitelka hyperrealismu Eva Bernadetta Kadlecová, která zde zvelebila Městskou knihovnu a Vilu v Lázeňské ulici.

## Další fotografie

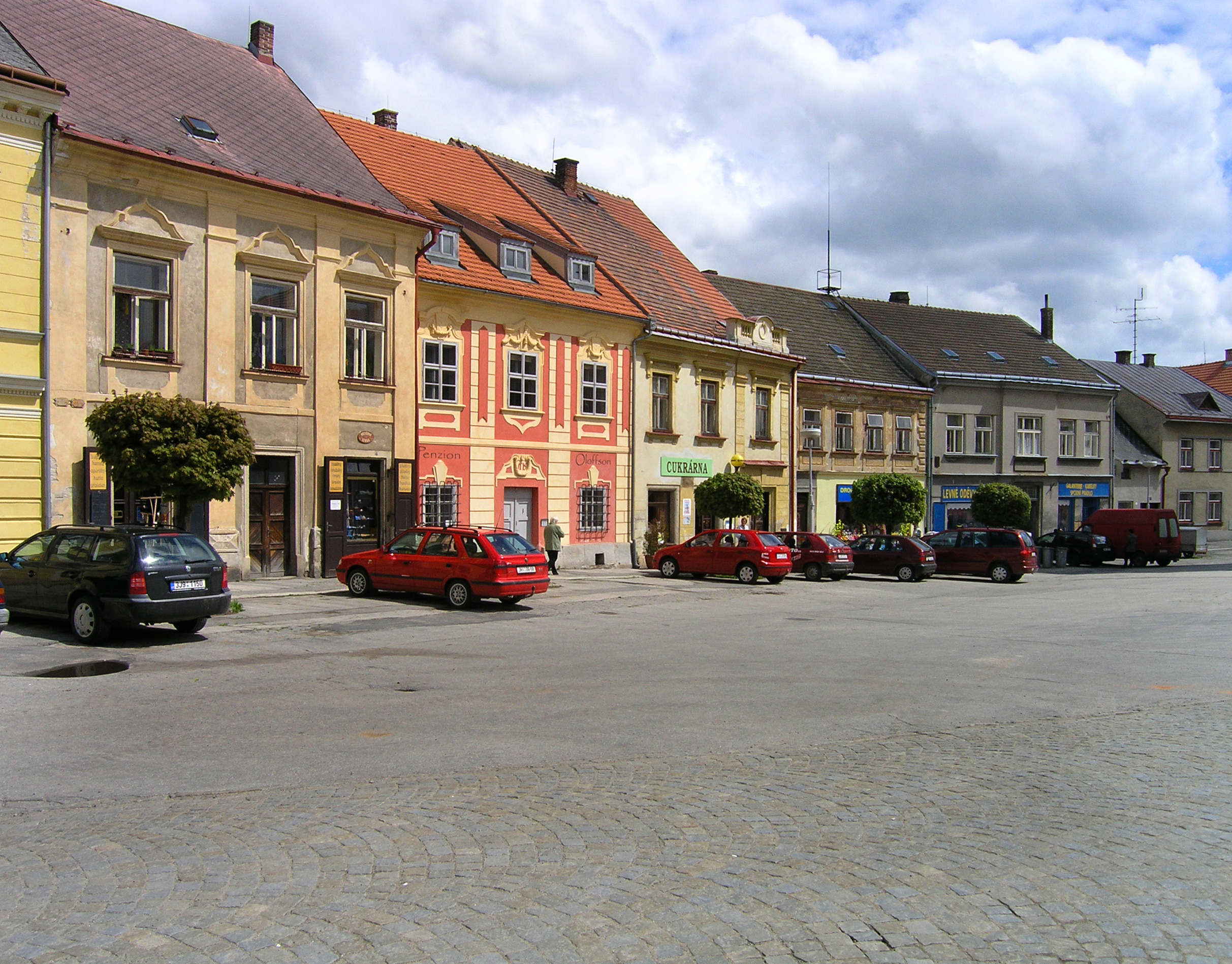
Palackého náměstí
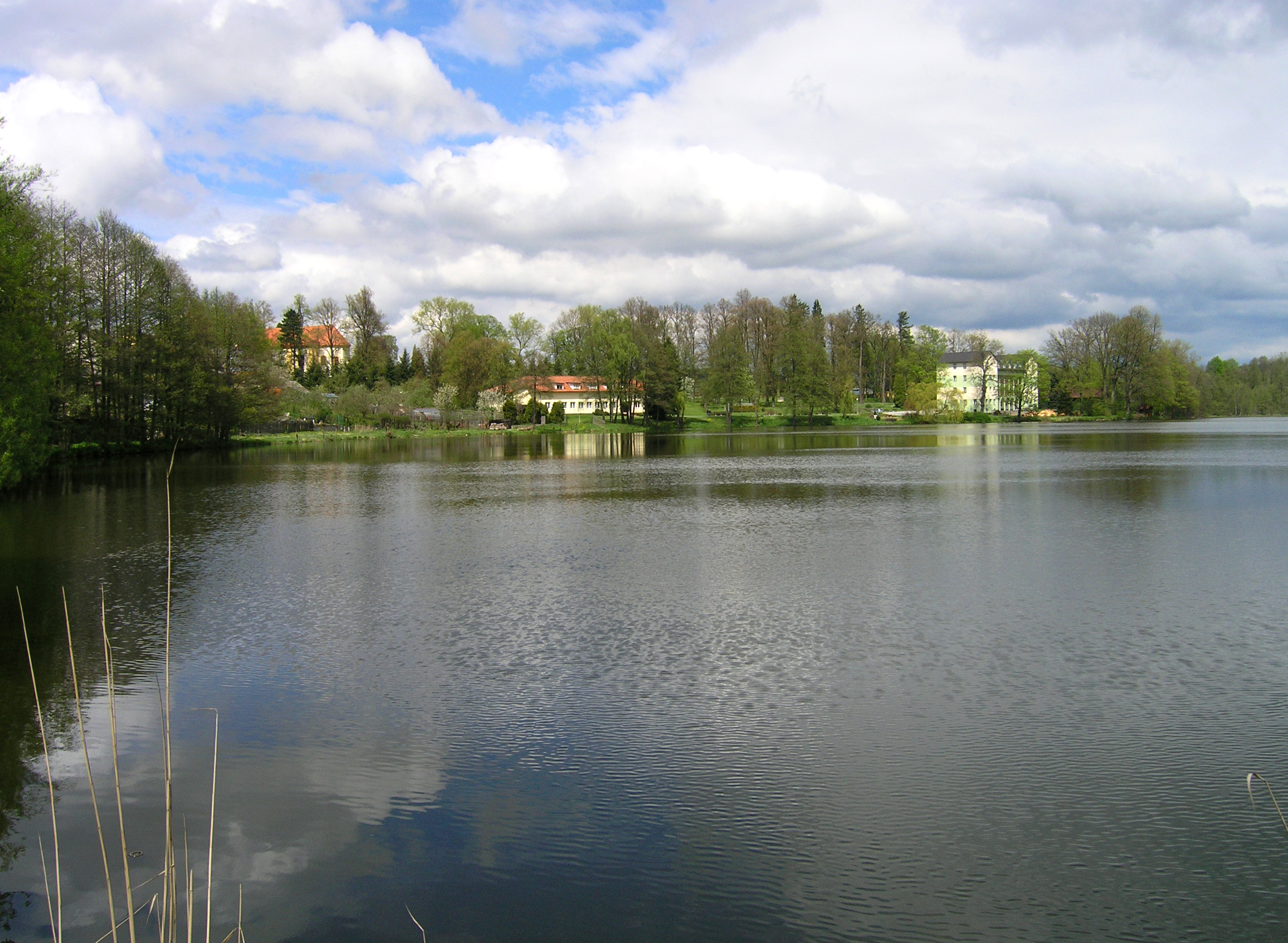
Tovární rybník
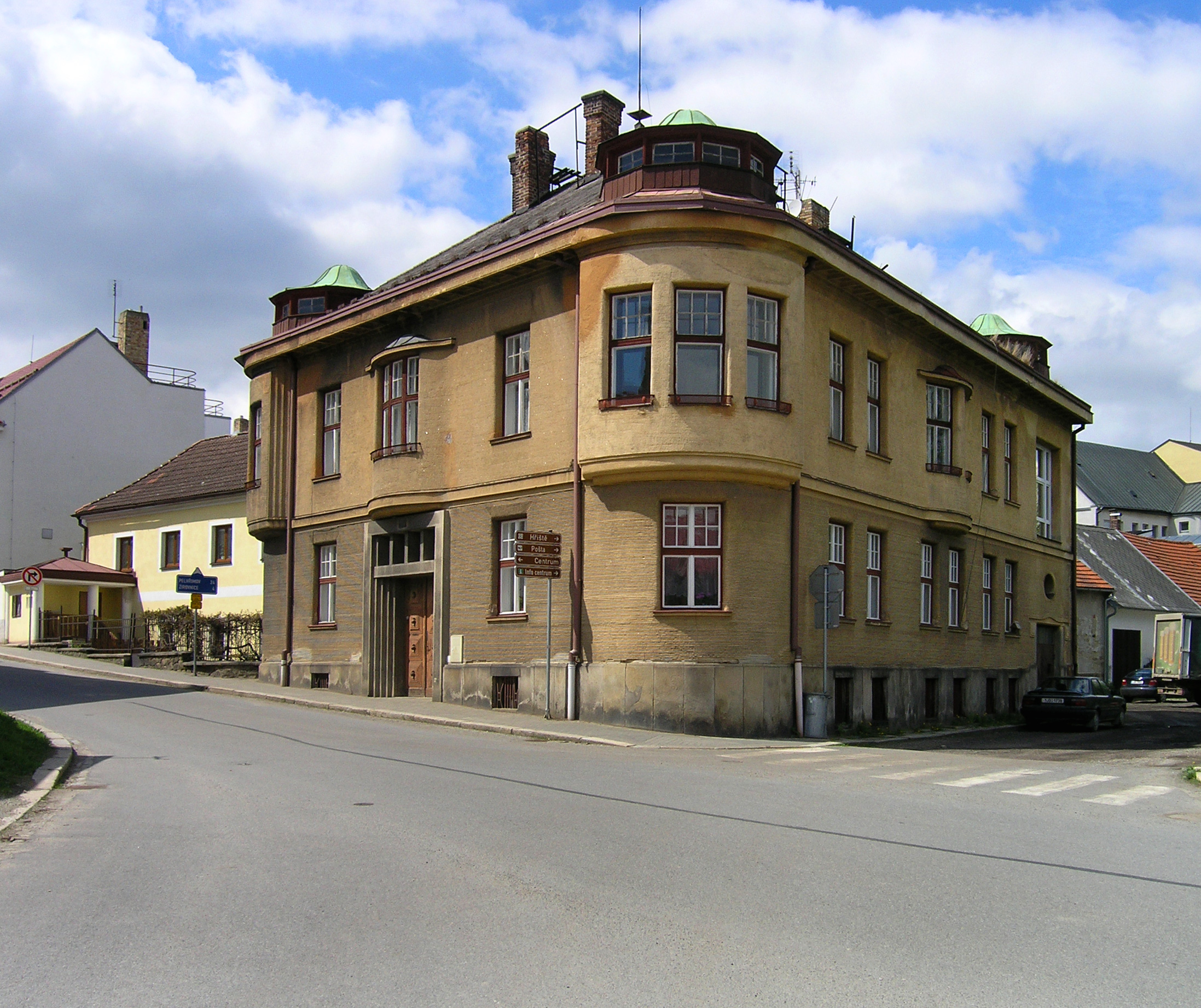
Dům v Lázeňské ulici
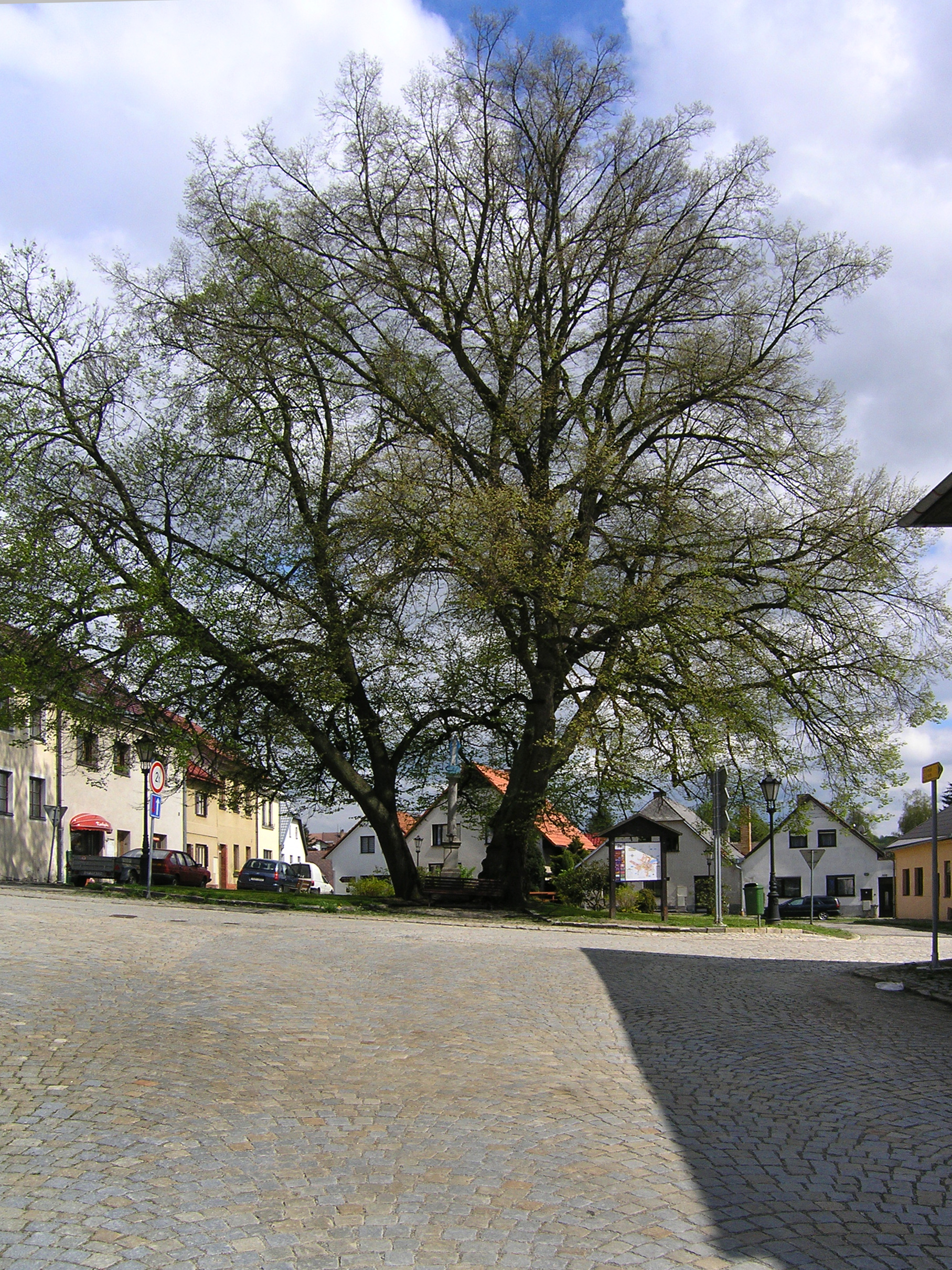
Mariánské náměstí